# Eccellenza Campania 1992-1993
L'Eccellenza Campania 1992-1993 è stato il secondo campionato italiano di calcio di categoria. Gestita dal Comitato Regionale Campania della Lega Nazionale Dilettanti, la competizione rappresentava il sesto livello del calcio italiano e il primo livello regionale. Parteciparono complessivamente 31 squadre, divise in due gironi.
Il torneo ha visto la promozione alla categoria superiore di Portici e Nocerina, vincitrici dei rispettivi gironi.

## Stagione

### Novità
Rispetto alla precedente stagione, nell'organico delle aventi diritto a partecipare si aggregarono le cinque società campane retrocesse dal Campionato Interregionale, ovvero, Afragolese, Ercolano, Ebolitana, Portici, Solofra, e le quattro compagini vincitrici dei quattro gironi campani di Promozione, ossia, Giugliano, Boscoreale, Grotta, Atletico Cava. In seguito all'esclusione, nella stagione precedente, della Frattese, il numero complessivo di squadre partecipanti al campionato fu ridotto da trentadue a trentuno.

### Formula
Il campionato fu diviso in due gironi: il girone A era composto da quindici squadre, il girone B da sedici. La composizione dei gironi fu stilata secondo criteri geografici: al girone A presero parte squadre del napoletano e del casertano; nel girone B parteciparono squadre provenienti dalle provincie di Salerno e di Avellino, più il Terzigno una squadra del napoletano.
Le squadre si affrontarono in gare di andata e ritorno; erano assegnati due punti per la vittoria, uno per il pareggio e zero per la sconfitta. La formula del campionato prevedeva la promozione nel Campionato Nazionale Dilettanti per la vincitrice di ciascun girone, mentre per le ultime due classificate di ciascun girone era prevista la retrocessione in Promozione. In caso di arrivo a pari punti di due o più squadre in una posizione valevole per la promozione o la retrocessione era prevista la formula dello spareggio per decretare il piazzamento finale delle squadre.

## Girone A

### Squadre partecipanti
| Club                   | Città                         | Stagione 1991-1992                  |
| ---------------------- | ----------------------------- | ----------------------------------- |
| Afragolese             | Afragola (NA)                 | 17º nel Campionato Interregionale/H |
| Barilla Sud Marcianise | Marcianise (CE)               | 4° in Eccellenza Campania/A         |
| Pol. Nuova Boscoreale  | Boscoreale (NA)               | 1° in Promozione Campania/B         |
| C.S. Boscotrecase      | Boscotrecase (NA)             | 12° in Eccellenza Campania/A        |
| Boys Caivanese         | Caivano (NA)                  | 6° in Eccellenza Campania/A         |
| Casoria                | Casoria (NA)                  | 11° in Eccellenza Campania/A        |
| Ercolanese             | Ercolano (NA)                 | 18º nel Campionato Interregionale/H |
| Frattese Club          | Frattamaggiore (NA)           | 5° in Eccellenza Campania/A         |
| Giugliano              | Giugliano in Campania (NA)    | 1° in Promozione Campania/A         |
| Gladiator              | Santa Maria Capua Vetere (CE) | 9° in Eccellenza Campania/A         |
| Melito                 | Melito di Napoli (NA)         | ?                                   |
| Palmese                | Palma Campania (NA)           | 11° in Eccellenza Campania/B        |
| Portici                | Portici (NA)                  | 15º nel Campionato Interregionale/H |
| A.C. San Pietro        | Napoli                        | 7° in Eccellenza Campania/A         |
| U.P. Sibilla Bacoli    | Bacoli (NA)                   | 8° in Eccellenza Campania/A         |

### Classifica finale
|            | Pos. | Squadra                | Pt | G  | V  | N  | P  | GF | GS | DR  |
| ---------- | ---- | ---------------------- | -- | -- | -- | -- | -- | -- | -- | --- |
| Promossa   | 1.   | Portici                | 41 | 28 | 16 | 9  | 3  | 42 | 8  | +34 |
|            | 2.   | Frattese Club          | 40 | 28 | 16 | 8  | 4  | 42 | 21 | +21 |
|            | 3.   | Barilla Sud Marcianise | 36 | 28 | 12 | 12 | 4  | 38 | 21 | +17 |
|            | 4.   | Boscotrecase           | 31 | 28 | 11 | 9  | 8  | 32 | 22 | +10 |
|            | 5.   | Melito                 | 30 | 28 | 11 | 8  | 9  | 29 | 25 | +4  |
|            | 6.   | Boys Caivanese         | 28 | 28 | 11 | 6  | 11 | 32 | 30 | +2  |
|            | 7.   | Boscoreale             | 27 | 28 | 8  | 11 | 9  | 33 | 25 | +8  |
|            | 8.   | Giugliano              | 27 | 28 | 10 | 7  | 11 | 22 | 22 | 0   |
|            | 9.   | Ercolanese             | 26 | 28 | 7  | 12 | 9  | 25 | 29 | -4  |
|            | 10.  | San Pietro             | 26 | 28 | 7  | 12 | 9  | 29 | 36 | -7  |
|            | 11.  | Afragolese             | 26 | 28 | 7  | 12 | 9  | 22 | 35 | -13 |
|            | 12.  | Sibilla Bacoli         | 22 | 28 | 8  | 6  | 14 | 24 | 31 | -7  |
|            | 13.  | Gladiator              | 22 | 28 | 6  | 10 | 12 | 21 | 40 | -19 |
| Ripescata  | 14.  | Casoria                | 19 | 28 | 4  | 12 | 12 | 26 | 46 | -20 |
| Retrocessa | 15.  | Palmese                | 17 | 28 | 4  | 10 | 14 | 15 | 41 | -26 |

Legenda:

      Promossa nel Campionato Nazionale Dilettanti 1993-1994.

      Retrocessa in Promozione 1993-1994.

Note:

Due punti a vittoria, uno a pareggio, zero a sconfitta.

### Verdetti finali
- Portici promosso nel Campionato Nazionale Dilettanti.
- Palmese retrocessa in Promozione.
- Casoria inizialmente retrocesso in Promozione, viene ripescato a completamento organici.

## Girone B

### Squadre partecipanti
| Club                   | Città                    | Stagione 1991-1992                  |
| ---------------------- | ------------------------ | ----------------------------------- |
| Angri                  | Angri (SA)               | 4° in Eccellenza Campania/B         |
| Ariano Valle Ufita     | Ariano Irpino (AV)       | 11° in Eccellenza Campania/A        |
| Atletico Cava          | Cava de' Tirreni (SA)    | 1° in Promozione Campania/D         |
| Ebolitana              | Eboli (SA)               | 15º nel Campionato Interregionale/I |
| Felice Scandone        | Montella (AV)            | 9° in Eccellenza Campania/B         |
| Gelbison               | Vallo della Lucania (SA) | 3° in Eccellenza Campania/B         |
| Grotta                 | Grottaminarda (AV)       | 1° in Promozione Campania/C         |
| Intrepida Cavese       | Cava de' Tirreni (SA)    | 2° in Eccellenza Campania/B         |
| Libertas Alfaterna     | Nocera Inferiore (SA)    | 5° in Eccellenza Campania/B         |
| Maiori                 | Maiori (SA)              | 7° in Eccellenza Campania/B         |
| Nocerina               | Nocera Inferiore (SA)    | 10° in Eccellenza Campania/B        |
| Pontecagnano Faiano    | Pontecagnano Faiano (SA) | 6° in Eccellenza Campania/B         |
| Poseidon               | Paestum (SA)             | 8° in Eccellenza Campania/B         |
| Sapri Golfo Policastro | Sapri (SA)               | 12° in Eccellenza Campania/B        |
| Solofra                | Solofra (AV)             | 16º nel Campionato Interregionale/I |
| Terzigno               | Terzigno (NA)            | 13° in Eccellenza Campania/B        |

### Classifica finale
|            | Pos. | Squadra                | Pt | G  | V  | N  | P  | GF | GS | DR  |
| ---------- | ---- | ---------------------- | -- | -- | -- | -- | -- | -- | -- | --- |
| Promossa   | 1.   | Nocerina               | 49 | 30 | 21 | 7  | 2  | 68 | 17 | +51 |
|            | 2.   | Grotta                 | 49 | 30 | 22 | 5  | 3  | 59 | 17 | +42 |
|            | 3.   | Intrepida Cavese       | 40 | 30 | 17 | 6  | 7  | 59 | 32 | +27 |
|            | 4.   | Poseidon               | 38 | 30 | 17 | 6  | 7  | 41 | 20 | +21 |
|            | 5.   | Libertas Alfaterna     | 32 | 30 | 13 | 6  | 11 | 39 | 25 | +14 |
|            | 6.   | Terzigno               | 30 | 30 | 10 | 10 | 10 | 38 | 36 | +2  |
|            | 7.   | Ariano Valle Ufita     | 29 | 30 | 10 | 9  | 11 | 36 | 35 | +1  |
|            | 8.   | Solofra                | 27 | 30 | 10 | 7  | 13 | 24 | 23 | +1  |
|            | 9.   | Gelbison               | 26 | 30 | 11 | 4  | 15 | 30 | 40 | -10 |
|            | 10.  | Felice Scandone        | 26 | 30 | 10 | 7  | 13 | 25 | 33 | -8  |
|            | 11.  | Atletico Cava          | 25 | 30 | 8  | 9  | 13 | 20 | 33 | -13 |
|            | 12.  | Angri                  | 25 | 30 | 8  | 9  | 13 | 19 | 35 | -16 |
|            | 13.  | Sapri Golfo Policastro | 24 | 30 | 8  | 8  | 14 | 22 | 41 | -19 |
|            | 14.  | Maiori                 | 24 | 30 | 6  | 12 | 12 | 19 | 38 | -19 |
| Retrocessa | 15.  | Pontecagnano Faiano    | 24 | 30 | 9  | 6  | 15 | 25 | 49 | -24 |
| Retrocessa | 16.  | Ebolitana              | 11 | 30 | 3  | 5  | 22 | 8  | 58 | -50 |

Legenda:

      Promossa nel Campionato Nazionale Dilettanti 1993-1994.

      Retrocesse in Promozione 1993-1994.

Note:

Due punti a vittoria, uno a pareggio, zero a sconfitta.

### Spareggi

#### Spareggio promozione
| Squadra 1 | Risultato | Squadra 2 |
| --------- | --------- | --------- |
| Nocerina  | 1 - 0     | Grotta    |

| Napoli 29 maggio 1993 | Nocerina | 1 – 0 | Grótta | Stadio San Paolo |

#### Spareggio salvezza
| Squadra 1 | Risultato       | Squadra 2           |
| --------- | --------------- | ------------------- |
| Maiori    | 0 - 0 (5-4 dcr) | Pontecagnano Faiano |

| Angri ??? 1993                               | Maiori               | 0 – 0 (d.t.s.) | Pontecagnano Faiano | Stadio Pasquale Novi |
| \| \| \| \| \| \| Tiri di rigore 5 – 4 \| \| |                      |                |                     |                      |
|                                              |                      |                |                     |                      |
|                                              | Tiri di rigore 5 – 4 |                |                     |                      |

### Verdetti finali
- Nocerina promossa nel Campionato Nazionale Dilettanti, dopo lo spareggio promozione.
- Ebolitana e, dopo lo spareggio retrocessione, Pontecagnano Faiano retrocesse in Promozione.